# InBev
InBev es una empresa belgo-brasileña. Es la mayor fabricante del mundo de cerveza por volumen.[cita requerida] Emplea alrededor de 250.000 trabajadores en todo el mundo y tiene sedes en Lovaina (Bélgica) y São Paulo (Brasil). Comercializa sus productos en más de 23 países con más de 200 marcas de cervezas y bebidas entre ellas Budweiser, Corona, Stella Artois, Brahma, Leffe, Quilmes, Pepsi, 7up y Gatorade entre otras.
El 13 de julio de 2008 se volvió a convertir en la mayor cervecería del mundo (puesto del que le había destronado SABMiller) al comprar a su contrincante Anheuser-Busch a 70 dólares por acción (52.000 millones de dólares en total). La compañía resultante de la operación tomó el nombre de Anheuser-Busch InBev (AB InBev).